# John Shimkus
John Mondy Shimkus (Collinsville, 21 febbraio 1958) è un politico statunitense, membro della Camera dei Rappresentanti per lo stato dell'Illinois dal 1997 al 2021.

## Biografia
Di discendenze lituane, Shimkus si dedicò alla politica subito dopo gli studi e il servizio militare. In seguito all'adesione al Partito Repubblicano venne eletto per alcuni incarichi a livello locale, finché nel 1992 vinse la nomination per un seggio alla Camera dei Rappresentanti, all'epoca occupato dal democratico Richard Durbin. Shimkus venne sconfitto da Durbin con un largo margine di scarto, ma quattro anni dopo Durbin lasciò il seggio per concorrere al Senato e Shimkus si ricandidò, venendo eletto per pochi voti.
Shimkus tuttavia venne rieletto facilmente per altri due mandati; nel 2002 il suo distretto congressuale venne riconfigurato e si ritrovò a concorrere per la rielezione contro un suo collega deputato, il democratico David Phelps. Il nuovo distretto infatti comprendeva parti di entrambi i loro vecchi distretti, ma Shimkus riuscì a prevalere su Phelps e venne rieletto. Dopo questa vittoria Shimkus venne rieletto piuttosto facilmente, finché nel 2020 annunciò la propria intenzione di abbandonare il Congresso lasciando il seggio da deputato dopo ventiquattro anni.
Sposato dal 1987, ha tre figli.